# 全国高等学校野球選手権大会 (香川県勢)
全国高等学校野球選手権大会における香川県勢の成績について記す。

## 大会結果
| 大会（年度）          | 代表校                                         | 試合結果                                       | 試合結果                                       | 成績                                           |
| --------------------- | ---------------------------------------------- | ---------------------------------------------- | ---------------------------------------------- | ---------------------------------------------- |
| 第1回大会（1915年）   | 高松中（四国・初出場）                         | 準々決勝                                       | ● 0 - 15 京都二中                              | 初戦敗退                                       |
| 第2回大会（1916年）   | 香川商（四国・初出場）                         | 1回戦                                          | ○ 2 - 1 関西学院中                             | ベスト8                                        |
| 第2回大会（1916年）   | 香川商（四国・初出場）                         | 準々決勝                                       | ● 3 - 9 慶応普通部                             | ベスト8                                        |
| 第3回大会（1917年）   | 香川商（四国・2年連続2回目）                   | 1回戦                                          | ● 1 - 5 盛岡中                                 | 初戦敗退                                       |
| 第11回大会（1925年）  | 高松商（四国・8年ぶり3回目）                   | 2回戦                                          | ○ 14 - 0 東山中                                | 優勝                                           |
| 第11回大会（1925年）  | 高松商（四国・8年ぶり3回目）                   | 準々決勝                                       | ○ 4 - 1 静岡中                                 | 優勝                                           |
| 第11回大会（1925年）  | 高松商（四国・8年ぶり3回目）                   | 準決勝                                         | ○ 9 - 2 大連商                                 | 優勝                                           |
| 第11回大会（1925年）  | 高松商（四国・8年ぶり3回目）                   | 決勝                                           | ○ 5 - 3 早稲田実                               | 優勝                                           |
| 第12回大会（1926年）  | 高松中（四国・11年ぶり2回目）                  | 2回戦                                          | ○ 13 - 0 東山中                                | ベスト4                                        |
| 第12回大会（1926年）  | 高松中（四国・11年ぶり2回目）                  | 準々決勝                                       | ○ 5 - 2 新潟商（7回日没コールド）              | ベスト4                                        |
| 第12回大会（1926年）  | 高松中（四国・11年ぶり2回目）                  | 準決勝                                         | ● 1 - 5 静岡中                                 | ベスト4                                        |
| 第13回大会（1927年）  | 高松商（四国・2年ぶり4回目）                   | 1回戦                                          | ○ 8 - 1 第一神港商                             | 優勝                                           |
| 第13回大会（1927年）  | 高松商（四国・2年ぶり4回目）                   | 2回戦                                          | ○ 8 - 1 北野中                                 | 優勝                                           |
| 第13回大会（1927年）  | 高松商（四国・2年ぶり4回目）                   | 準々決勝                                       | ○ 1x - 0 福岡中（延長12回）                    | 優勝                                           |
| 第13回大会（1927年）  | 高松商（四国・2年ぶり4回目）                   | 準決勝                                         | ○ 1 - 0 愛知商                                 | 優勝                                           |
| 第13回大会（1927年）  | 高松商（四国・2年ぶり4回目）                   | 決勝                                           | ○ 5 - 1 広陵中                                 | 優勝                                           |
| 第14回大会（1928年）  | 高松中（四国・2年ぶり3回目）                   | 2回戦                                          | ○ 8 - 2 鳥取一中                               | ベスト4                                        |
| 第14回大会（1928年）  | 高松中（四国・2年ぶり3回目）                   | 準々決勝                                       | ○ 3 - 1 和歌山中                               | ベスト4                                        |
| 第14回大会（1928年）  | 高松中（四国・2年ぶり3回目）                   | 準決勝                                         | ● 0 - 3 松本商（5回降雨コールド）              | ベスト4                                        |
| 第15回大会（1929年）  | 高松商（四国・2年ぶり5回目）                   | 2回戦                                          | ○ 1 - 0 諏訪蚕糸（延長11回）                   | ベスト8                                        |
| 第15回大会（1929年）  | 高松商（四国・2年ぶり5回目）                   | 準々決勝                                       | ● 3 - 6 海草中                                 | ベスト8                                        |
| 第20回大会（1934年）  | 高松中（四国・6年ぶり4回目）                   | 2回戦                                          | ○ 8x - 7 関東中（延長10回）                    | ベスト8                                        |
| 第20回大会（1934年）  | 高松中（四国・6年ぶり4回目）                   | 準々決勝                                       | ● 1 - 5 熊本工                                 | ベスト8                                        |
| 第24回大会（1938年）  | 坂出商（四国・初出場）                         | 1回戦                                          | ○ 2 - 0 掛川中                                 | 2回戦                                          |
| 第24回大会（1938年）  | 坂出商（四国・初出場）                         | 2回戦                                          | ● 0 - 5 高崎商                                 | 2回戦                                          |
| 第25回大会（1939年）  | 高松商（四国・10年ぶり6回目）                  | 2回戦                                          | ○ 9 - 2 山形中                                 | ベスト8                                        |
| 第25回大会（1939年）  | 高松商（四国・10年ぶり6回目）                  | 準々決勝                                       | ● 1 - 2 島田商                                 | ベスト8                                        |
| 第29回大会（1947年）  | 志度商（四国・初出場）                         | 2回戦                                          | ○ 10 - 4 鳥取一中                              | ベスト8                                        |
| 第29回大会（1947年）  | 志度商（四国・初出場）                         | 準々決勝                                       | ● 1 - 6 小倉中                                 | ベスト8                                        |
| 第30回大会（1948年）  | 丸亀（北四国・初出場）                         | 1回戦                                          | ● 0 - 1 小倉                                   | 初戦敗退                                       |
| 第31回大会（1949年）  | 高松一（北四国・初出場）                       | 2回戦                                          | ○ 6 - 4 水戸商                                 | ベスト4                                        |
| 第31回大会（1949年）  | 高松一（北四国・初出場）                       | 準々決勝                                       | ○ 5 - 0 芦屋                                   | ベスト4                                        |
| 第31回大会（1949年）  | 高松一（北四国・初出場）                       | 準決勝                                         | ● 2 - 3x 湘南（延長10回）                      | ベスト4                                        |
| 第33回大会（1951年）  | 高松一（北四国・2年ぶり2回目）                 | 1回戦                                          | ○ 12 - 3 岡山東                                | ベスト4                                        |
| 第33回大会（1951年）  | 高松一（北四国・2年ぶり2回目）                 | 2回戦                                          | ○ 2 - 0 福島商                                 | ベスト4                                        |
| 第33回大会（1951年）  | 高松一（北四国・2年ぶり2回目）                 | 準々決勝                                       | ○ 6 - 2 芦屋                                   | ベスト4                                        |
| 第33回大会（1951年）  | 高松一（北四国・2年ぶり2回目）                 | 準決勝                                         | ● 3 - 4 平安                                   | ベスト4                                        |
| 第36回大会（1954年）  | 高松商（北四国・15年ぶり7回目）                | 2回戦                                          | ● 3 - 4x 静岡商                                | 初戦敗退                                       |
| 第37回大会（1955年）  | 坂出商（北四国・17年ぶり2回目）                | 1回戦                                          | ○ 4 - 3 岩国工                                 | 準優勝                                         |
| 第37回大会（1955年）  | 坂出商（北四国・17年ぶり2回目）                | 2回戦                                          | ○ 3 - 1 岩手                                   | 準優勝                                         |
| 第37回大会（1955年）  | 坂出商（北四国・17年ぶり2回目）                | 準々決勝                                       | ○ 10 - 1 日大三                                | 準優勝                                         |
| 第37回大会（1955年）  | 坂出商（北四国・17年ぶり2回目）                | 準決勝                                         | ○ 2 - 1 立命館                                 | 準優勝                                         |
| 第37回大会（1955年）  | 坂出商（北四国・17年ぶり2回目）                | 決勝                                           | ● 1 - 4 四日市                                 | 準優勝                                         |
| 第39回大会（1957年）  | 坂出商（北四国・2年ぶり3回目）                 | 1回戦                                          | ○ 4 - 0 山形南                                 | ベスト8                                        |
| 第39回大会（1957年）  | 坂出商（北四国・2年ぶり3回目）                 | 2回戦                                          | ○ 5 - 1 函館工                                 | ベスト8                                        |
| 第39回大会（1957年）  | 坂出商（北四国・2年ぶり3回目）                 | 準々決勝                                       | ● 0 - 5 戸畑                                   | ベスト8                                        |
| 第40回大会（1958年）  | 高松商（4年ぶり8回目）                         | 1回戦                                          | ○ 4 - 1 大宮                                   | ベスト8                                        |
| 第40回大会（1958年）  | 高松商（4年ぶり8回目）                         | 2回戦                                          | ○ 4 - 0 金沢桜丘                               | ベスト8                                        |
| 第40回大会（1958年）  | 高松商（4年ぶり8回目）                         | 3回戦                                          | ○ 1x - 0 水戸商（延長16回）                    | ベスト8                                        |
| 第40回大会（1958年）  | 高松商（4年ぶり8回目）                         | 準々決勝                                       | ● 1 - 2 作新学院（延長11回）                   | ベスト8                                        |
| 第45回大会（1963年）  | 丸亀商（初出場）                               | 1回戦                                          | ● 1 - 5 磐城                                   | 初戦敗退                                       |
| 第47回大会（1965年）  | 高松商（北四国・7年ぶり9回目）                 | 1回戦                                          | ● 1 - 2x 三池工（延長13回）                    | 初戦敗退                                       |
| 第50回大会（1968年）  | 高松商（3年ぶり10回目）                        | 2回戦                                          | ○ 2x - 1 小山                                  | 3回戦                                          |
| 第50回大会（1968年）  | 高松商（3年ぶり10回目）                        | 3回戦                                          | ● 0 - 14 静岡商                                | 3回戦                                          |
| 第52回大会（1970年）  | 高松商（北四国・2年ぶり11回目）                | 1回戦                                          | ○ 16 - 0 静岡                                  | ベスト4                                        |
| 第52回大会（1970年）  | 高松商（北四国・2年ぶり11回目）                | 2回戦                                          | ○ 1 - 0 広島商                                 | ベスト4                                        |
| 第52回大会（1970年）  | 高松商（北四国・2年ぶり11回目）                | 準々決勝                                       | ○ 7 - 0 熊谷商                                 | ベスト4                                        |
| 第52回大会（1970年）  | 高松商（北四国・2年ぶり11回目）                | 準決勝                                         | ● 5 - 16 PL学園                                | ベスト4                                        |
| 第54回大会（1972年）  | 高松一（北四国・21年ぶり3回目）                | 1回戦                                          | ○ 7x - 6 丸子実                                | ベスト8                                        |
| 第54回大会（1972年）  | 高松一（北四国・21年ぶり3回目）                | 2回戦                                          | ○ 2 - 0 広陵                                   | ベスト8                                        |
| 第54回大会（1972年）  | 高松一（北四国・21年ぶり3回目）                | 準々決勝                                       | ● 3 - 4 柳井                                   | ベスト8                                        |
| 第55回大会（1973年）  | 高松商（3年ぶり12回目）                        | 1回戦                                          | ○ 2x - 1 取手一（延長11回）                    | 3回戦                                          |
| 第55回大会（1973年）  | 高松商（3年ぶり12回目）                        | 2回戦                                          | ○ 1x - 0 京都商                                | 3回戦                                          |
| 第55回大会（1973年）  | 高松商（3年ぶり12回目）                        | 3回戦                                          | ● 3 - 4 銚子商                                 | 3回戦                                          |
| 第56回大会（1974年）  | 丸亀商（北四国・11年ぶり2回目）                | 2回戦                                          | ● 2 - 4 旭川竜谷                               | 初戦敗退                                       |
| 第58回大会（1976年）  | 高松商（3年ぶり13回目）                        | 2回戦                                          | ● 3 - 5 銚子商（延長14回）                     | 初戦敗退                                       |
| 第59回大会（1977年）  | 高松商（2年連続14回目）                        | 2回戦                                          | ● 2 - 6 東邦                                   | 初戦敗退                                       |
| 第60回大会（1978年）  | 高松商（3年連続15回目）                        | 1回戦                                          | ● 0 - 1x 仙台育英（延長17回）                  | 初戦敗退                                       |
| 第61回大会（1979年）  | 高松商（4年連続16回目）                        | 1回戦                                          | ● 4 - 5x 明野（延長13回）                      | 初戦敗退                                       |
| 第62回大会（1980年）  | 高松商（5年連続17回目）                        | 1回戦                                          | ● 1 - 8 横浜                                   | 初戦敗退                                       |
| 第63回大会（1981年）  | 志度商（34年ぶり2回目）                        | 1回戦                                          | ○ 8 - 0 高岡第一                               | ベスト8                                        |
| 第63回大会（1981年）  | 志度商（34年ぶり2回目）                        | 2回戦                                          | ○ 3 - 1 福井商                                 | ベスト8                                        |
| 第63回大会（1981年）  | 志度商（34年ぶり2回目）                        | 3回戦                                          | ○ 2x - 1 秋田経大付（延長10回）                | ベスト8                                        |
| 第63回大会（1981年）  | 志度商（34年ぶり2回目）                        | 準々決勝                                       | ● 0 - 3 名古屋電気                             | ベスト8                                        |
| 第64回大会（1982年）  | 坂出商（25年ぶり4回目）                        | 1回戦                                          | ○ 6 - 3 函館有斗                               | 2回戦                                          |
| 第64回大会（1982年）  | 坂出商（25年ぶり4回目）                        | 2回戦                                          | ● 0 - 5 都城                                   | 2回戦                                          |
| 第65回大会（1983年）  | 高松商（3年ぶり18回目）                        | 2回戦                                          | ● 1 - 2 宇都宮南                               | 初戦敗退                                       |
| 第66回大会（1984年）  | 三本松（初出場）                               | 2回戦                                          | ● 2 - 9 東海大甲府                             | 初戦敗退                                       |
| 第67回大会（1985年）  | 志度商（4年ぶり3回目）                         | 1回戦                                          | ○ 6 - 4 中越（延長10回）                       | 2回戦                                          |
| 第67回大会（1985年）  | 志度商（4年ぶり3回目）                         | 2回戦                                          | ● 0 - 4 高知商                                 | 2回戦                                          |
| 第68回大会（1986年）  | 尽誠学園（初出場）                             | 1回戦                                          | ● 6 - 7x 東海大四                              | 初戦敗退                                       |
| 第69回大会（1987年）  | 尽誠学園（2年連続2回目）                       | 2回戦                                          | ○ 5 - 2 浦和学院                               | 3回戦                                          |
| 第69回大会（1987年）  | 尽誠学園（2年連続2回目）                       | 3回戦                                          | ● 0 - 6 常総学院                               | 3回戦                                          |
| 第70回大会（1988年）  | 坂出商（6年ぶり5回目）                         | 1回戦                                          | ● 0 - 3 大垣商                                 | 初戦敗退                                       |
| 第71回大会（1989年）  | 尽誠学園（2年ぶり3回目）                       | 1回戦                                          | ○ 10 - 0 帯広北                                | ベスト4                                        |
| 第71回大会（1989年）  | 尽誠学園（2年ぶり3回目）                       | 2回戦                                          | ○ 3 - 1 宇和島東                               | ベスト4                                        |
| 第71回大会（1989年）  | 尽誠学園（2年ぶり3回目）                       | 3回戦                                          | ○ 3 - 1 神戸弘陵                               | ベスト4                                        |
| 第71回大会（1989年）  | 尽誠学園（2年ぶり3回目）                       | 準々決勝                                       | ○ 4 - 0 倉敷商                                 | ベスト4                                        |
| 第71回大会（1989年）  | 尽誠学園（2年ぶり3回目）                       | 準決勝                                         | ● 2 - 3 仙台育英（延長10回）                   | ベスト4                                        |
| 第72回大会（1990年）  | 丸亀（42年ぶり2回目）                          | 2回戦                                          | ○ 6 - 3 函館大有斗                             | ベスト8                                        |
| 第72回大会（1990年）  | 丸亀（42年ぶり2回目）                          | 3回戦                                          | ○ 1 - 0 平安（延長14回）                       | ベスト8                                        |
| 第72回大会（1990年）  | 丸亀（42年ぶり2回目）                          | 準々決勝                                       | ● 0 - 7 天理                                   | ベスト8                                        |
| 第73回大会（1991年）  | 坂出商（3年ぶり6回目）                         | 2回戦                                          | ● 0 - 13 帝京                                  | 初戦敗退                                       |
| 第74回大会（1992年）  | 尽誠学園（3年ぶり4回目）                       | 1回戦                                          | ○ 1 - 0 帝京                                   | ベスト4                                        |
| 第74回大会（1992年）  | 尽誠学園（3年ぶり4回目）                       | 2回戦                                          | ○ 7 - 0 能代                                   | ベスト4                                        |
| 第74回大会（1992年）  | 尽誠学園（3年ぶり4回目）                       | 3回戦                                          | ○ 7 - 2 宇都宮南                               | ベスト4                                        |
| 第74回大会（1992年）  | 尽誠学園（3年ぶり4回目）                       | 準々決勝                                       | ○ 5 - 0 広島工                                 | ベスト4                                        |
| 第74回大会（1992年）  | 尽誠学園（3年ぶり4回目）                       | 準決勝                                         | ● 4 - 5 拓大紅陵                               | ベスト4                                        |
| 第75回大会（1993年）  | 三本松（9年ぶり2回目）                         | 2回戦                                          | ● 0 - 2 市船橋                                 | 初戦敗退                                       |
| 第76回大会（1994年）  | 坂出商（3年ぶり7回目）                         | 1回戦                                          | ● 1 - 2 中越                                   | 初戦敗退                                       |
| 第77回大会（1995年）  | 観音寺中央（初出場）                           | 1回戦                                          | ○ 8 - 6 宇都宮学園                             | 2回戦                                          |
| 第77回大会（1995年）  | 観音寺中央（初出場）                           | 2回戦                                          | ● 3 - 4x 日大藤沢（延長11回）                  | 2回戦                                          |
| 第78回大会（1996年）  | 高松商（13年ぶり19回目）                       | 2回戦                                          | ○ 9 - 3 浦和学院                               | 3回戦                                          |
| 第78回大会（1996年）  | 高松商（13年ぶり19回目）                       | 3回戦                                          | ● 1 - 5 熊本工                                 | 3回戦                                          |
| 第79回大会（1997年）  | 丸亀城西（23年ぶり3回目）                      | 2回戦                                          | ● 4 - 8 前橋工                                 | 初戦敗退                                       |
| 第80回大会（1998年）  | 尽誠学園（6年ぶり5回目）                       | 1回戦                                          | ○ 12 - 3 市船橋                                | 2回戦                                          |
| 第80回大会（1998年）  | 尽誠学園（6年ぶり5回目）                       | 2回戦                                          | ● 3 - 4x 関大一（延長10回）                    | 2回戦                                          |
| 第81回大会（1999年）  | 尽誠学園（2年連続6回目）                       | 2回戦                                          | ○ 6 - 3 松商学園                               | 3回戦                                          |
| 第81回大会（1999年）  | 尽誠学園（2年連続6回目）                       | 3回戦                                          | ● 0 - 2 智弁和歌山                             | 3回戦                                          |
| 第82回大会（2000年）  | 丸亀（10年ぶり3回目）                          | 1回戦                                          | ● 3 - 5 宇都宮学園                             | 初戦敗退                                       |
| 第83回大会（2001年）  | 尽誠学園（2年ぶり7回目）                       | 1回戦                                          | ● 1 - 3 習志野                                 | 初戦敗退                                       |
| 第84回大会（2002年）  | 尽誠学園（2年連続8回目）                       | 2回戦                                          | ○ 17 - 1 秋田商                                | ベスト8                                        |
| 第84回大会（2002年）  | 尽誠学園（2年連続8回目）                       | 3回戦                                          | ○ 12 - 5 佐久長聖                              | ベスト8                                        |
| 第84回大会（2002年）  | 尽誠学園（2年連続8回目）                       | 準々決勝                                       | ● 4 - 5 帝京                                   | ベスト8                                        |
| 第85回大会（2003年）  | 香川西（初出場）                               | 2回戦                                          | ● 4 - 17 聖望学園                              | 初戦敗退                                       |
| 第86回大会（2004年）  | 尽誠学園（2年ぶり9回目）                       | 1回戦                                          | ● 3 - 10 東海大翔洋                            | 初戦敗退                                       |
| 第87回大会（2005年）  | 丸亀城西（8年ぶり4回目）                       | 2回戦                                          | ● 0 - 6 鳴門工                                 | 初戦敗退                                       |
| 第88回大会（2006年）  | 香川西（3年ぶり2回目）                         | 2回戦                                          | ○ 2 - 1 日本文理                               | 3回戦                                          |
| 第88回大会（2006年）  | 香川西（3年ぶり2回目）                         | 3回戦                                          | ● 3 - 9 鹿児島工                               | 3回戦                                          |
| 第89回大会（2007年）  | 尽誠学園（3年ぶり10回目）                      | 1回戦                                          | ● 2 - 12 智弁学園                              | 初戦敗退                                       |
| 第90回大会（2008年）  | 香川西（2年ぶり3回目）                         | 2回戦                                          | ● 3 - 4 市岐阜商                               | 初戦敗退                                       |
| 第91回大会（2009年）  | 寒川（初出場）                                 | 2回戦                                          | ● 3 - 4 日本文理                               | 初戦敗退                                       |
| 第92回大会（2010年）  | 英明（初出場）                                 | 1回戦                                          | ● 4 - 8 八戸工大一                             | 初戦敗退                                       |
| 第93回大会（2011年）  | 英明（2年連続2回目）                           | 1回戦                                          | ○ 4 - 1 糸満                                   | 2回戦                                          |
| 第93回大会（2011年）  | 英明（2年連続2回目）                           | 2回戦                                          | ● 0 - 2 能代商                                 | 2回戦                                          |
| 第94回大会（2012年）  | 香川西（4年ぶり4回目）                         | 1回戦                                          | ● 1 - 3 鳥取城北                               | 初戦敗退                                       |
| 第95回大会（2013年）  | 丸亀（13年ぶり4回目）                          | 2回戦                                          | ● 1 - 7 横浜                                   | 初戦敗退                                       |
| 第96回大会（2014年）  | 坂出商（20年ぶり8回目）                        | 1回戦                                          | ● 0 - 16 敦賀気比                              | 初戦敗退                                       |
| 第97回大会（2015年）  | 寒川（6年ぶり2回目）                           | 1回戦                                          | ● 4 - 10 健大高崎                              | 初戦敗退                                       |
| 第98回大会（2016年）  | 尽誠学園（9年ぶり11回目）                      | 2回戦                                          | ● 0 - 3 作新学院                               | 初戦敗退                                       |
| 第99回大会（2017年）  | 三本松（24年ぶり3回目）                        | 2回戦                                          | ○ 9 - 4 下関国際                               | ベスト8                                        |
| 第99回大会（2017年）  | 三本松（24年ぶり3回目）                        | 3回戦                                          | ○ 5 - 2 二松学舎大付                           | ベスト8                                        |
| 第99回大会（2017年）  | 三本松（24年ぶり3回目）                        | 準々決勝                                       | ● 1 - 9 東海大菅生                             | ベスト8                                        |
| 第100回大会（2018年） | 丸亀城西（13年ぶり5回目）                      | 1回戦                                          | ● 0 - 2 日南学園                               | 初戦敗退                                       |
| 第101回大会（2019年） | 高松商（23年ぶり20回目）                       | 1回戦                                          | ● 4 - 6 鶴岡東                                 | 初戦敗退                                       |
| 第102回大会（2020年） | （新型コロナウイルス感染症流行による大会中止） | （新型コロナウイルス感染症流行による大会中止） | （新型コロナウイルス感染症流行による大会中止） | （新型コロナウイルス感染症流行による大会中止） |
| 第103回大会（2021年） | 高松商（2大会連続21回目）                      | 2回戦                                          | ○ 10 - 7 作新学院                              | 3回戦                                          |
| 第103回大会（2021年） | 高松商（2大会連続21回目）                      | 3回戦                                          | ● 3 - 5 智弁和歌山                             | 3回戦                                          |
| 第104回大会（2022年） | 高松商（3大会連続22回目）                      | 2回戦                                          | ○ 14 - 4 佐久長聖                              | ベスト8                                        |
| 第104回大会（2022年） | 高松商（3大会連続22回目）                      | 3回戦                                          | ○ 2 - 1 九州国際大付                           | ベスト8                                        |
| 第104回大会（2022年） | 高松商（3大会連続22回目）                      | 準々決勝                                       | ● 6 - 7 近江                                   | ベスト8                                        |
| 第105回大会（2023年） | 英明（12年ぶり3回目）                          | 1回戦                                          | ● 6 - 7x 智弁学園（延長10回TB）                | 初戦敗退                                       |
| 第106回大会（2024年） | 英明（2年連続4回目）                           | 1回戦                                          | ● 0 - 1 健大高崎                               | 初戦敗退                                       |
| 第107回大会（2025年） | 尽誠学園（9年ぶり12回目）                      | 2回戦                                          | ○ 3 - 0 東大阪大柏原                           | 3回戦                                          |
| 第107回大会（2025年） | 尽誠学園（9年ぶり12回目）                      | 3回戦                                          | ● 2 - 3 京都国際                               | 3回戦                                          |

## 通算成績
| 出場 | 試合 | 勝利 | 敗戦 | 引分 | 勝率 | 優勝 | 準優勝 | ベスト4 | ベスト8 |
| ---- | ---- | ---- | ---- | ---- | ---- | ---- | ------ | ------- | ------- |
| 75   | 144  | 71   | 73   | 0    | .493 | 2    | 1      | 7       | 13      |

## 学校別成績
| 校名       | 出場 | 直近出場 | 勝敗     | 最高成績 | 前身校     |
| ---------- | ---- | -------- | -------- | -------- | ---------- |
| 高松商     | 22回 | 2022年   | 25勝20敗 | 優勝2回  | 香川商     |
| 尽誠学園   | 12回 | 2025年   | 14勝12敗 | ベスト4  |            |
| 坂出商     | 8回  | 2014年   | 8勝8敗   | 準優勝   |            |
| 丸亀城西   | 5回  | 2018年   | 0勝5敗   | 初戦敗退 | 丸亀商     |
| 高松       | 4回  | 1934年   | 5勝4敗   | ベスト4  | 高松中     |
| 丸亀       | 4回  | 2013年   | 2勝4敗   | ベスト8  |            |
| 四学香川西 | 4回  | 2012年   | 1勝4敗   | 3回戦    | 香川西     |
| 英明       | 4回  | 2024年   | 1勝4敗   | 2回戦    |            |
| 高松一     | 3回  | 1972年   | 7勝3敗   | ベスト4  |            |
| 志度       | 3回  | 1985年   | 5勝3敗   | ベスト8  | 志度商     |
| 三本松     | 3回  | 2017年   | 2勝3敗   | ベスト8  |            |
| 寒川       | 2回  | 2015年   | 0勝2敗   | 初戦敗退 |            |
| 観音寺総合 | 1回  | 1995年   | 1勝1敗   | 2回戦    | 観音寺中央 |